# Eagle Hall
Eagle Hall var en civil parish fram till 1931 då den blev en del av Eagle and Swinethorpe, i grevskapet Lincolnshire, i England. Civil parish var belägen 13 km från Lincoln och hade 59 invånare år 1921.